# Trungboa
Trungboa, biljni rod čija porodična pripadnost još nije potpuno razjašnjena, Kew ga smatra trpučevkama (Plantaginaceae), a po drugima pripada u strupnikovke Scrophulariaceae.
Jedina vrsta je T. poilanei, vijetnamski endem iz jugoistočne tropske Azije.

## Sinonimi
- Cyphocalyx Gagnep.; Notul. Syst., ed. Humbert 14: 29 (1950)
- Cyphocalyx poilanei Gagnep.; Notul. Syst., ed. Humbert 14: 29 (1950)